# Бечева (посёлок)
Бечева — поселок в Даровском районе Кировской области в составе Кобрского сельского поселения.

## География
Находится на левобережье Моломы на расстоянии примерно 28 км по прямой на северо-восток от райцентра поселка  Даровской.

## История
Известен с 1926 как кордон с 1 двором, в 1950 в поселке отмечено хозяйств 76 и жителей 832, в 1989 году проживало 422 жителя .

## Население
Постоянное население  составляло 180 человек (русские 96%) в 2002 году, 96 в 2010.